# Якобуччи, Алессандро
Алессандро Якобуччи (итал. Alessandro Iacobucci; 3 июня 1991, Пескара, Италия) — итальянский футболист, вратарь клуба «Беллинцона».

## Клубная карьера
Якобуччи начал заниматься футболом в клубе «Ренато Кури Анголана» из Читта-Сант-Анджело. В 2007 году голкипер перешёл в юношескую команду «Мантовы».
В 2010 году после банкротства «Мантовы» игрок присоединился к молодёжной команде «Сиены». Алессандро был одним из сменщиков Фердинандо Копполы в главной команде и при этом постоянно выступал за Примаверу «Сиены». За клуб из Тосканы голкипер дебютировал 29 мая 2011 года в игре последнего, сорок второго тура Серии B сезона 2011/12 против «Альбинолеффе», когда его клуб уже получил право выступать в Серии А. Алессандро вышел на замену во втором тайме. Несмотря на то, что Якобуччи провёл на поле всего 15 минут ему не удалось сохранить свои ворота в неприкосновенности.
В июле 2011 года Алессандро был отдан в аренду на год в «Зюйдтироль», выступавший в Высшем дивизионе Профессиональной лиги. Якобуччи смог выиграть конкуренцию за место в воротах у Михала Мискевича и провести 33 игры, в 11 из которых голкипер не пропустил ни одного гола.
«Парма» в июне 2012 года приобрела половину прав на голкипера у «Сиены», а Якобуччи был отправлен в аренду в «Специю» из Серии В. Дебютный матч в составе лигурийцев Алессандро провёл 18 августа во встрече Кубка Италии 2012/13 против «Кальяри». 31 января 2013 года «Парма» выкупила оставшуюся часть прав на Алессандро, при этом игрок остался в «Специи» до конца сезона, проведя 24 игры.
10 июля 2013 года Якобуччи вновь был отдан в аренду, на этот раз в «Латину», первый матч за которую в чемпионате провёл 24 августа против «Эмполи». Алессандро принял участие во всех 42 матчах сезона, а также сыграл 4 игры в плей-офф за выход в серию А, в том числе и финальные встречи с «Чезеной».
После возвращения голкипера из аренды тренерским штабом было принято решение о том, что сезон 2014/15 Якобуччи проведёт в «Парме». 23 ноября 2014 Алессандро провёл дебютную игру в серии А против «Эмполи». Встреча закончилась поражением «Пармы», а голкипер пропустил два мяча.

## Карьера в сборной
В августе 2009 года Алессандро получил вызов в юношескую сборную Италии (до 19), однако в окончательную заявку на товарищеский матч, состоявшийся в сентябре, голкипер не попал. В ноябре Якобуччи был вызван в тренировочный лагерь для вратарей.
30 марта 2011 года в составе молодёжной сборной серии В провёл игру со сборной Первой лиги Сербии.
В сезоне 2011/12 Алессандро выступал за юношескую сборную (до 20 лет) на Турнире четырёх наций.
В 2012 году Якобуччи вновь выступал за сборную серии В, сыграв две встречи с молодёжной сборной Мальты и сборной ФНЛ.